# واخ (رود)
واخ (به لاتین: Vakh) یک رود در روسیه است که در ناحیه خودگردان خانتی-مانسی واقع شده‌است.